# 善明寺
善明寺，是法国的一座越南佛教寺院，位于圣富瓦莱里昂的一座小山上。该佛寺隶属于欧洲的统一越南佛教教会。

## 图册

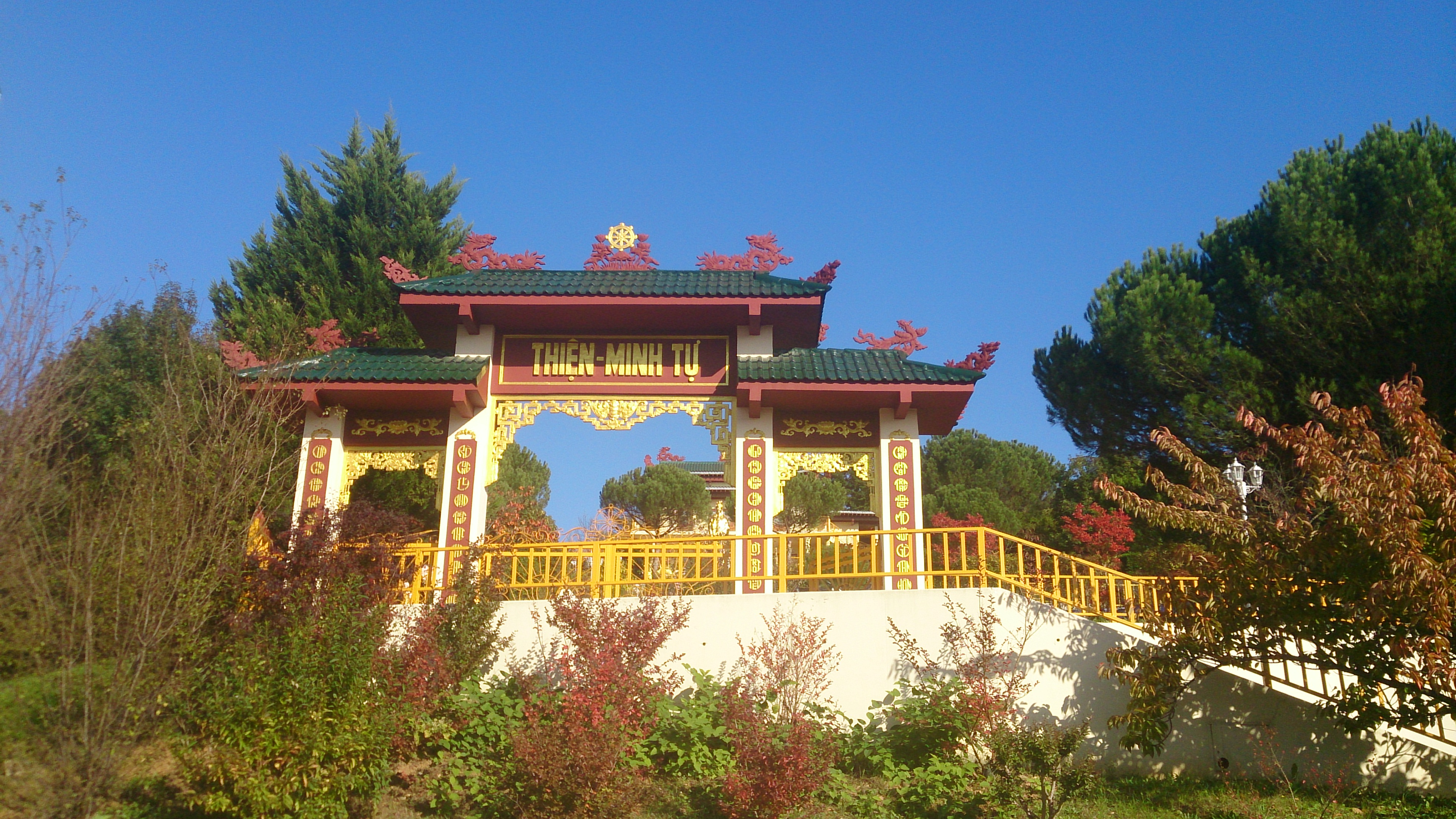
善明寺正门
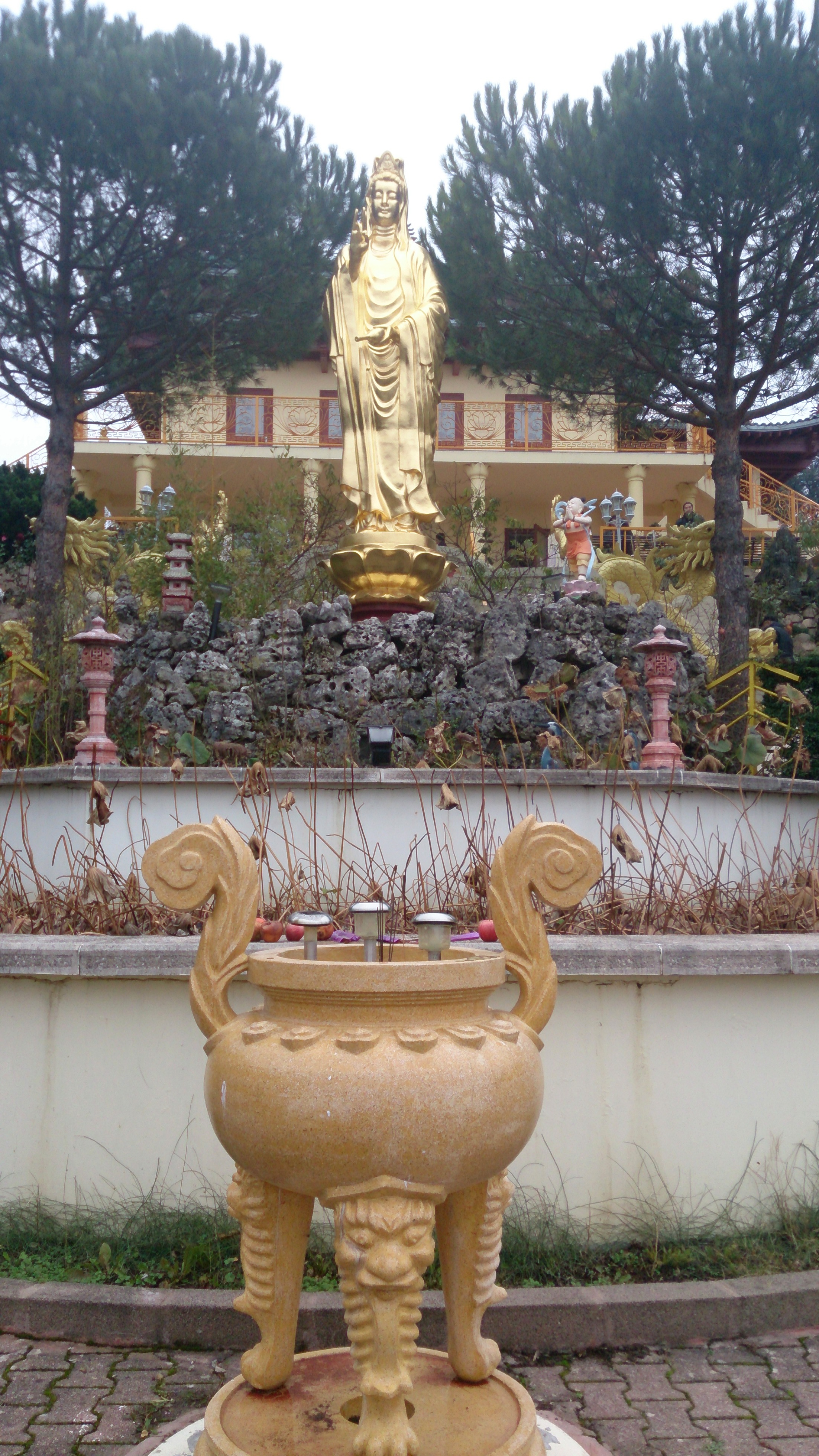
寺内观音像
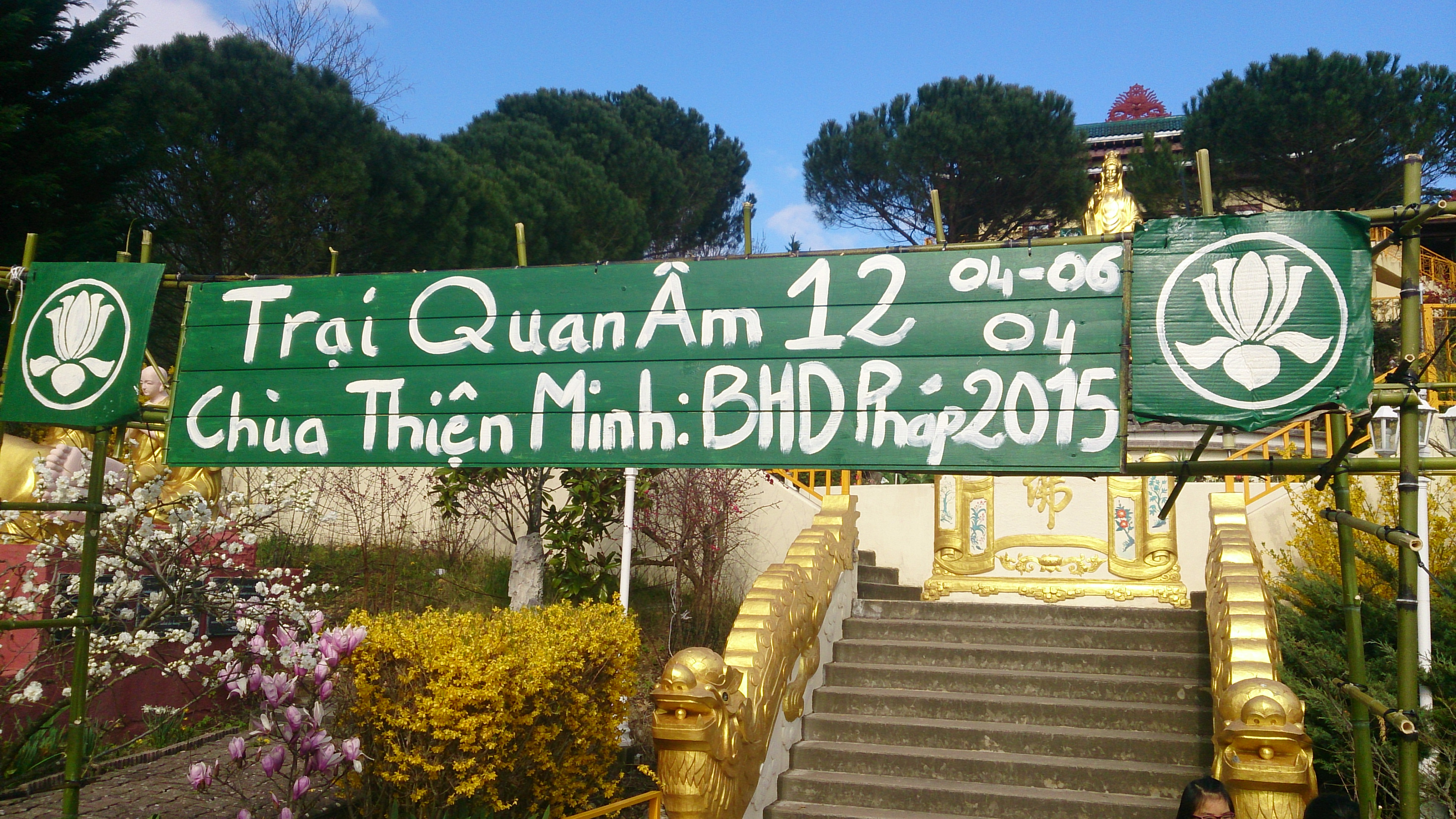
寺内的青年营
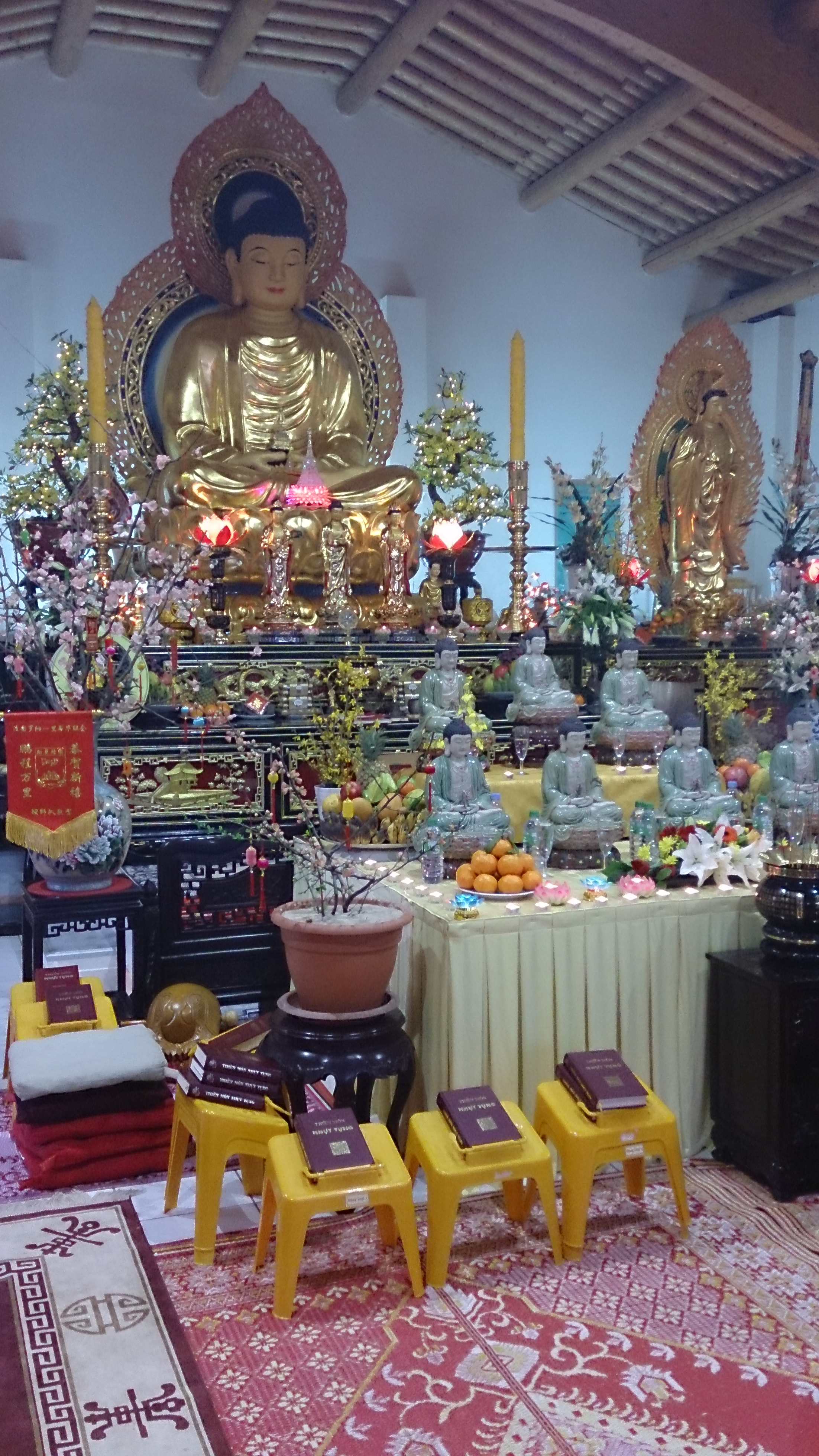
寺内主要祭坛
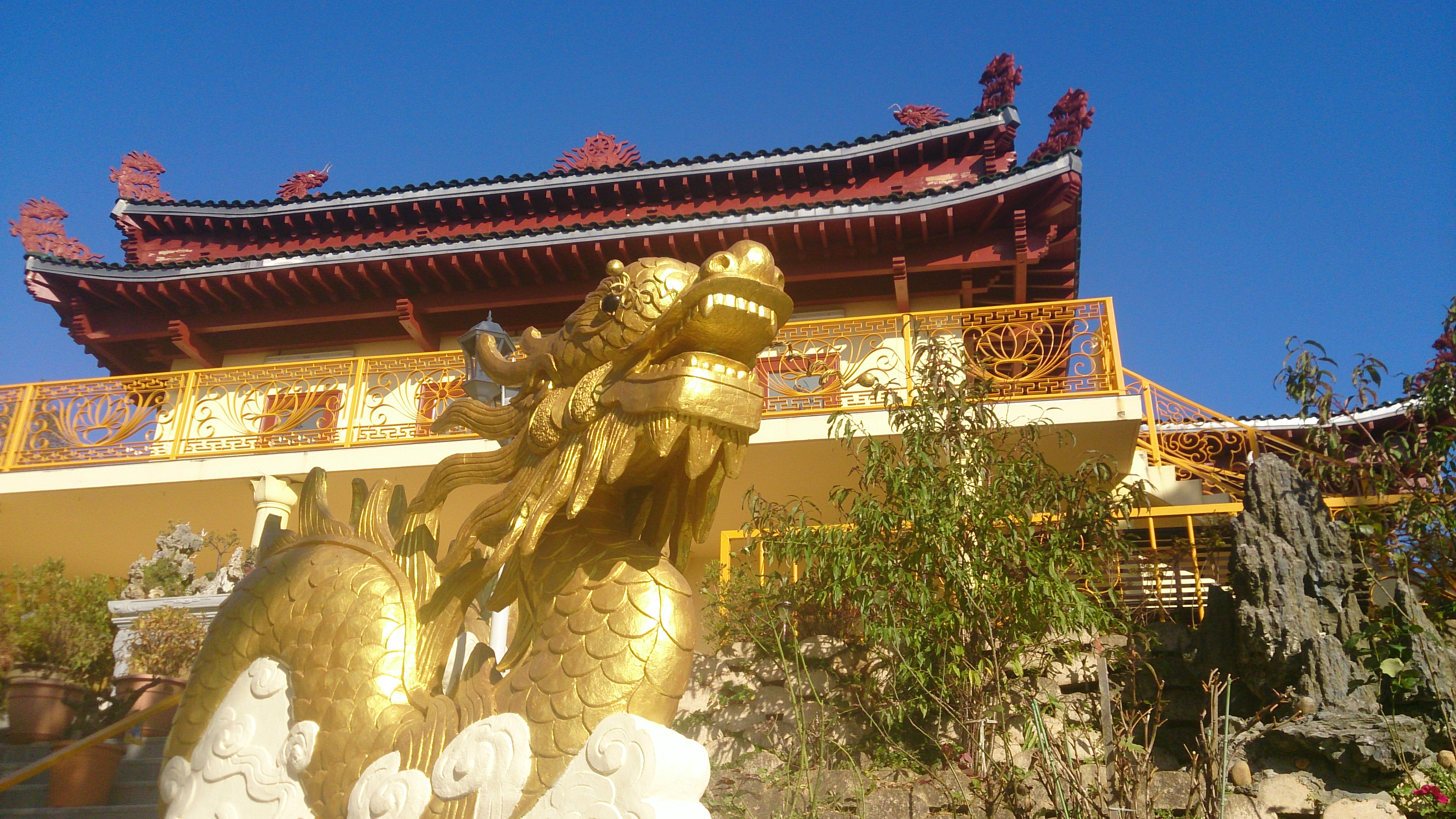
寺内的金龙雕像
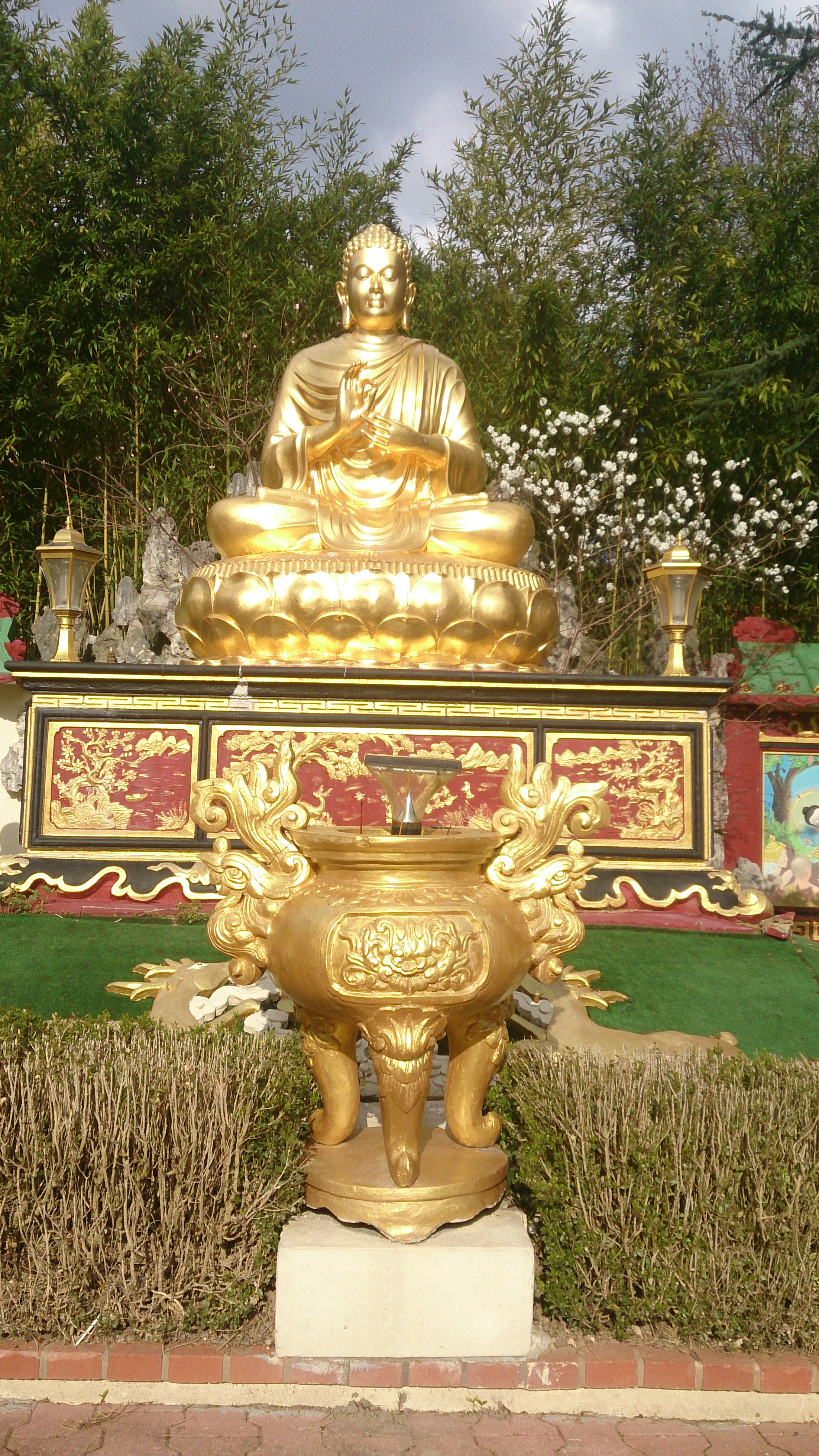
寺内的金身佛陀
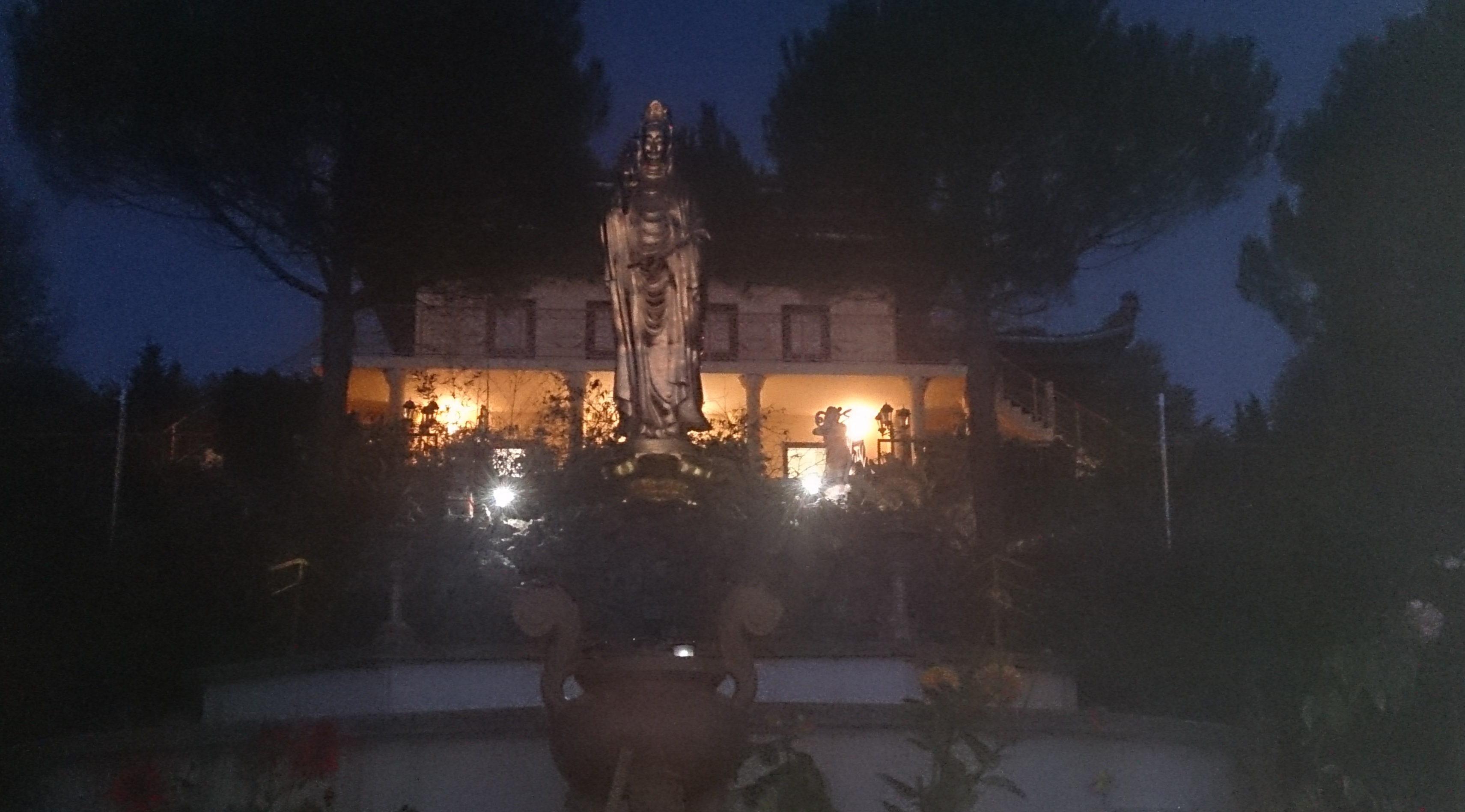
善明寺夜景